# Marko Arnautović
Marko Arnautović (nascut el 19 d'abril de 1989 a Floridsdorf, Viena) és un futbolista austríac que actualment juga pel Inter de Milà de la lliga italiana. És fill de pare serbi i de mare austríaca. És internacional amb la selecció austríaca.

## Carrera esportiva
Arnautović començar la seva carrera a Àustria jugant a les categories inferiors de diversos clubs de la zona de Viena abans que signés un contracte amb el club neerlandès FC Twente el 2006. Va impressionar a De Grolsch Veste i després d'una bona temporada 2008-09 es va incorporar cedit a l'Inter de Milà. El temps d'Arnautovic a San Siro va ser interromput per una lesió i només va aconseguir jugar tres partits amb els nerazzurri. Es va unir a l'equip alemany Werder Bremen al juny de 2010 i va esdevenir un membre regular del primer equip, així com amb l'equip nacional d'Àustria. En setembre 2013 Arnautovic es va unir a l'Stoke City anglès de la Premier League. Des de 2017 milita al West Ham de Londres.

## Palmarès
- 2 Serie A: 2009-10, 2023-24
- 1 Supercopa italiana: 2023